# Andrian Dušev
Andrian Pavlov Dušev (in bulgaro Андриан Павлов Душев?; Sofia, 6 giugno 1970) è un ex canoista bulgaro.
Ha vinto una medaglia di bronzo ad Atlanta 1996 nel K2 1000 m, in coppia con Milko Kazanov.

## Palmarès
- Olimpiadi
  - Atlanta 1996: bronzo nel K2 1000 m.

- Mondiali
  - 1989: bronzo nel K4 500 m.

- Europei
  - 1997: bronzo nel K2 1000 m.
  - 1999: argento nel K4 500 m e K4 1000 m.
  - 2000: bronzo nel K4 1000 m.